# Malou (Burkina Faso)
Pour les articles homonymes, voir Malou.
Malou est une localité située dans le département de Mané de la province du Sanmatenga dans la région Centre-Nord au Burkina Faso.

## Géographie
Localisé sur la rive gauche du Nakembé, Malou est situé à 5 km à l'ouest de Yabo, à 21 km à l'ouest de Mané et à environ 60 km à l'ouest de la capitale régionale Kaya. La ville est traversée par l'axe est-ouest de la route régionale 14 (la reliant à Kaya) et surtout l'axe nord-sud de la route nationale 22 reliant Kongoussi à Ouagadougou. 

## Économie
De par sa localisation à la croisée de deux axes routiers importants, Malou bénéficie de sa position pour les échanges commerciaux de son marché. La localité est très liée dans la vie quotidienne à Yabo mais également à Yilou [à 2,5 km au nord, sur l'autre rive du Nakembé) dans le département voisin de Guibaré. Le village est réputé être un village de production de poisson. 

## Éducation et santé
Le centre de soins le plus proche de Malou est le centre de santé et de promotion sociale (CSPS) de Yabo tandis que le centre hospitalier régional (CHR) se trouve à Kaya.
Le village possède une école primaire publique.